# Festival international du court métrage Kratkofil
Le Festival international du court métrage Kratkofil (en serbe cyrillique : Бањалучки Интернационални Филмски Фестивал ; en serbe latin : Banjalučki Internacionalni Filmski Festival) est un festival de courts métrages qui se déroule à Banja Luka, la capitale de la république serbe de Bosnie, en Bosnie-Herzégovine. Il a été créé en 2007.

## Objectif
Le festival Kratkofil se présente comme un festival alternatif : en 2009, pour sa troisième édition, il avait comme slogans : « Le film bon marché sauvera le monde » et « L'avenir du film se trouve dans les petits budgets ».

## Jury et prix
Le jury, international, est composé de cinq membres.
Plusieurs prix sont attribués à l'issue du festival :
- le grand prix du festival
- le prix de la meilleure fiction
- le prix du meilleur documentaire
- le prix du meilleur film d'animation
- le prix du meilleur film expérimental
- le prix du meilleur film national
- le prix du public
- des mentions spéciales, à la discrétion du jury.

## 2007
Le jury de la première édition était composé des personnalités suivantes : Gian Vittorio Baldi (Italie), Goran Dević (Croatie), Pjer Žalica (Bosnie-Herzégovine), Jack Gerbes (États-Unis) et Miroslav Momčilović (Serbie).
Le grand prix du festival est revenu à The seeds du Polonais Wojciech Kasperski et le prix de la meilleure fiction au film slovène 1/2. Le prix du meilleur documentaire a été attribué à Eût-elle été criminelle... du français Jean-Gabriel Périot et celui du meilleur film national à Uobičajeno (Ordinaire) du bosnien Miodrag Manojlović. Le prix spécial du public a été accordé au film bosnien Ljudi smo, zar ne? (Nous sommes des êtres humains, n'est-ce pas ?) de Merhdan Pero Pavlović.

## 2008
Le jury de la 2de édition était composé des personnalités suivantes : Đelo Hadžiselimović (Croatie), Gaëlle Jones (France), Heinz Hermanns (Allemagne), Milorad Milinković (Serbie) et Wojciech Kasperski (Pologne).
Le grand prix du festival est revenu à Wrestling de l'islandais Grímur Hákonarson et le prix de la meilleure fiction à On the line du suisse Reto Caffi. Le prix du meilleur documentaire a été attribué à PRC des serbes Dušan Čavić et Dušan Šaponja, celui du meilleur film d'animation a Ona koja mjeri (Celle qui mesure) du croate Veljko Popović, celui du meilleur film expérimental à Almost Like One of the Family de la suédoise Astrid Göransson et celui du meilleur film national à Krajski vrt  de Bojan Stevanić. Le jury a accordé une mention spéciale dans la catégorie « fiction » au film slovène AgapE de Sobodan Maksimović, une autre dans la catégorie « film expérimental » à One Pretty Happy Damme de la canadienne Marie-Hélène Panisset et une dernière dans la catégorie « film d'animation » à About Hate Love and the Other One de l'allemand Tobias Bilgeri.

## 2009
La 3e édition du festival s'est déroulée du 16 au 20 juin 2009. Le jury était constitué des personnalités suivantes : Jukka-Pekka Laakso (Finlande), Nikola Stojanović (Serbie), Evald Otterstad (Norvège), Jovan Todorović (Serbie) et Grímur Hákonarson (Islande).
Le grand prix du festival est revenu à Ghosts du finlandais Jan Ijäs et le prix de la meilleure fiction à Alter ego du français Cédric Prévost. Le prix du meilleur documentaire a été attribué à Booths du russe Mikhail Zheleznikov, celui du meilleur film d'animation a L'Emploi de l'argentin Santiago Bou Grasso, celui du meilleur film expérimental à Muto de Blu, un graffeur italien et celui du meilleur film national à Sound of Silence de Pero Pavlović. Le jury a accordé une mention spéciale au film iranien Solitude de Merhdan Sheikhan.